# أريغارون تيانشاني
أريغارون تيانشاني (الاسم العلمي:Erigeron tianschanicus) هو نوع من النباتات يتبع جنس الأريغارون من الفصيلة النجمية.